# Luisa Luisi

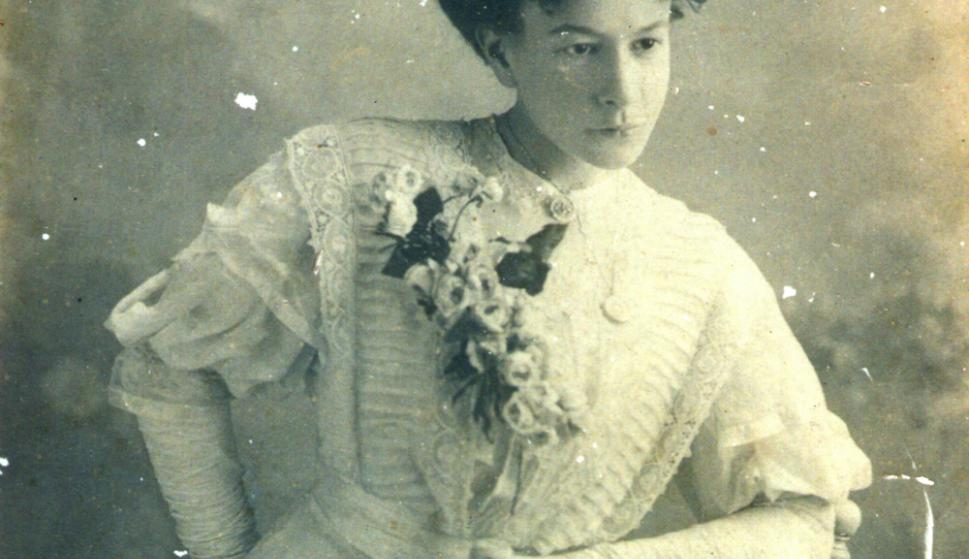
Luisa Luisi um 1900

 Luisa Luisi (* 14. Dezember 1883 in Paysandú, Uruguay; † 10. April 1940 in Santa Lucía, Uruguay) war eine uruguayische Lehrerin, Autorin und Literaturkritikerin. Sie war Professorin und lehrte Literatur und Reden am Instituto Normal de Señoritas in Montevideo.

## Leben und Werk
Luisi war eine von sechs Töchtern  von acht Kindern des italienischen Emigranten Ángel Luisi Pisano und der Lehrerin Maria Teresa Josefina Janicki. Ihr Vater war nach dem Jurastudium als Mitglied der Legion der Vogesen unter Giuseppe Garibaldi nach Frankreich gezogen. Ihre Mutter war die Tochter polnischer Exilanten in Frankreich und hatte als Lehrerin in Dijon gearbeitet. Nach ihrer Heirat wanderten ihre Eltern 1872 nach Argentinien aus, wo sie eine Schule gründeten. 1978 zogen sie nach Paysandú, wo sie ebenfalls eine Schule gründeten. 1887 zog die Familie nach Montevideo, wo Luisi wie ihre fünf Schwestern an dem Instituto Normal de Señoritas unter der Leitung von María Stagnero de Munar zur Lehrerin ausgebildet wurde. 1903 erhielt sie ihren Abschluss, mit dem sie sich für die erste, zweite und dritte Klasse qualifiziert hatte. Sie unterrichtete anschließend bis 1929 am Instituto Normal de Señoritas.
Von 1925 bis zu ihrer Pensionierung 1929 war sie Mitglied des Consejo Nacional de Enseñanza Primaria y Normal. 1916 nahm sie als offizielle Delegierte am Kinderkongress in Buenos Aires teil und 1919 war sie Sekretärin der Bildungsabteilung des zweiten Kinderkongresses in Montevideo.
Sie war Redakteurin der Zeitung La Razón in Montevideo, veröffentlichte zahlreiche Artikel zu Bildungsfragen und Literaturkritik und arbeitete mit verschiedenen Zeitungen und Zeitschriften zusammen. Neben ihren Gedichtbänden veröffentlichte sie auch einige Bücher mit Essays und Literaturkritiken. Sie wird neben den anderen uruguayischen Vertretern der Moderne genannt wie María Eugenia Vaz Ferreira, Juana de Ibarbourou und Delmira Agustini.
Luisi war bedingt durch eine Krankheit später querschnittgelähmt.

## Ehrungen
Sie wurde vom Grundschullehrerverband von Rio de Janeiro zum Ehrenmitglied ernannt.
In Montevideo trägt eine Straße zu ihren Ehren die Bezeichnung Luisa Luisi. Am 20. März 1990 wurde in der Serie Berühmte Schriftsteller in Uruguay eine Gedenkbriefmarke mit ihrem Porträt ausgegeben.

## Veröffentlichungen (Auswahl)
- 1919: Educación Artística
- 1922: Ideas sobre educación, Montevideo
- 1923: La poesía de Enrique González Martínez, conferencia
- 1925: A través de libros y autores
- 1930: La literatura del Uruguay en el año de su Centenario
- 1916: Sentir, Montevideo
- 1922: Inquietud. Montevideo.
- 1926: Poemas de la inmovilidad y canciones al sol. Barcelona.
- 1935: Polvo de días. Montevideo.
- 1998: Antología, verso y prosa. Editorial Biblioteca de Textos Universitarios, ISBN 978-9508510396.